# Hesperia (Kalifornia)
Hesperia város az USA Kalifornia államában, San Bernardino megyében. Lakosainak száma 99 818 fő (2020. április 1.).

## Népesség
A település népességének változása:

| 2010 | 90 173 |
| 2020 | 99 818 |